# Bouligny
Bouligny is een gemeente in het Franse departement Meuse (regio Grand Est). Bouligny telde op 1 januari 2022 2.428 inwoners.
De plaats maakt deel uit van het arrondissement Verdun. Sinds maart 2015 is het de hoofdplaats van het toen gevormde kanton Bouligny. Daarvoor maakte het deel uit van het toen opgeheven kanton Spincourt.

## Geografie
De oppervlakte van Bouligny bedroeg op 1 januari 2022 10,99 vierkante kilometer; de bevolkingsdichtheid was toen 220,9 inwoners per km².

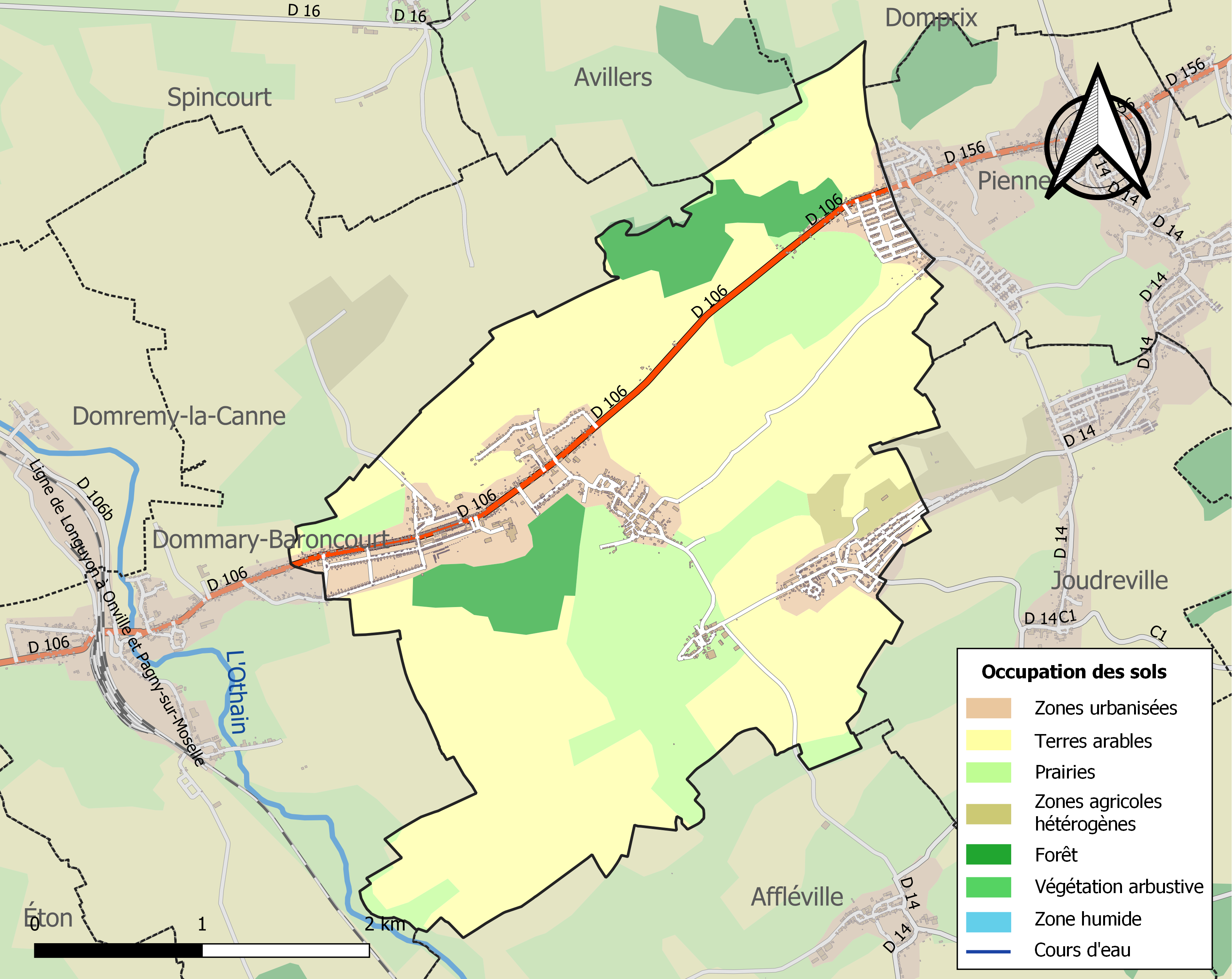
Kaart van de gemeente met de belangrijkste infrastructuur, bodemgebruik en omliggende gemeenten

## Demografie
Onderstaande figuur toont het verloop van het inwonertal (bron: INSEE-tellingen).